# Байбузи (село)
Ба́йбузи — село в Україні, Черкаському районі Черкаської області, підпорядковане Мошнівській сільській громаді. 
Село знаходиться в історико-географічному регіоні Наддніпрянщина, у північно-західній частині Черкаського району на північному підніжжі Мошногірського кряжу, на річці Вільшанці, правій притоці Дніпра. Відстань від Черкас автомобільними шляхами — 40 км.

## Етимологія
Існує декілька версій походження назви села:
- назва татарського походження і складається з двох слів — «бай» та «буза». Перше означає багатий, могутній або господар, статний чоловік; друге — сірий, сріблястий, сивий. Назва давалась як ім'я дітям з побажанням дожити до сивої старості або прізвисько поважним людям;
- назва татарського походження і походить від бузи — напою з проса, яке сіяли татари, що залишились тут проживати після монголо-татарської навали;
- Похилевич Лаврентій Іванович запропонував у «Сказаннях про населені місцевості Київської губернії»[a] 1864 року інший варіант:

| «Років за півтораста на тому місці, де нині розташоване село, серед непрохідних боліт, був хутір із пасікою Пожозького жителя Байбуза (Є дворянське прізвище — литовське Байбузи, яке походило від Татарського Мурзи Михайло Байбуз Грибунович одержав від короля Стефана землі над річкою Сулою, якими згодом поступився князю Олександру Вишневецькому; про що свідчить конституція 1590 року, fol. 588.). Мало-помалу число жителів у хуторі збільшилося й утворилося спочатку поселення, а потім село».Оригінальний текст (рос.) «Лет за полтораста на том месте, где ныне находится село, среди непроходимых болот, был хутор с пасекой Пожежского жителя Байбуза (Есть дворянская фамилия — литовская Байбузы, происходящая от Татарского Мурзы Михаил Байбуз Грыбунович получил от короля Стефана земли над рекой Сулой, которые в последствии уступил князю Александру Вишневецкому; о чем свидетельствует конституция 1590 года, fol. 588.). Мало по малу число жителей в хуторе увеличилось и образовалась сначала деревня, а потом село». |

## Населення
За даними перепису 2001 року в селі мешкало 1765 осіб.

### Мовний склад
Рідна мова населення за даними перепису 2001 року:
| Мова       | Чисельність, осіб | Доля     |
| ---------- | ----------------- | -------- |
| Українська | 1 735             | 98,30 %  |
| Російська  | 30                | 1,70 %   |
| Разом      | 1 765             | 100,00 % |

## Історія
Точної дати заснування села невідомо. Однак виявлені поблизу села залишки поселень епохи неоліту та періоду Київської Русі свідчать про залюднення місцевості з давніх часів. На східній околиці підіймається курган над берегом річки Вільшанка, відомий як Стара Січ. На західній околиці містяться кургани Климовщина та Чернещина. На останньому ще до татаро-монгольської навали існував монастир, який був зруйнований та пограбований татарами. Щодо Климівщини, то існує легенда про можливість знайти золото у пісках під Великдень.
З кінця 14 століття придніпровські землі потрапили у володіння Великого князівства Литовського, а з кінця XVI століття — Речі Посполитої. Саме від тиску польської влади почались утворюватись козацькі загони й село не стало винятком. Байбузівські козаки брали участь у визвольній війні Богдана Хмельницького, 12 липня 1656 року в одному з універсалів Гетьмана йдеться саме про Байбузи «Наказ Богдана Хмельницького Ярмолі повернути Охрімові Троцю та Байбузисі сіножать».
1796 року у селі була збудована дерев'яна церква. На початок 19 століття у селі проживало 340 осіб і воно належало до володінь В. Енгельгарда. Станом на 1864 рік у селі проживало вже 1236 осіб, вони займались в основному землеробством, а восени та взимку — ткацтвом та торгівлею деревним вугіллям.
На 1900 рік у селі проживало 2034 особи й основним видом діяльності населення стало ткацтво. Селом володіла поміщиця Балашова, якій належало 2852 із 3693 десятин. 1891 року був збудований спиртовий завод в урочищі Рудка, 1907 року — кінний завод, а на річці Вільшанці — водяний млин. У 1907-1909 роках у Байбузах збудовано нову церкву, стару розібрали, а з матеріалів у 1913–1914 роках збудували нову школу (перша школа була організована 1861 року у будівлі волосного управління). Прикрасою церкви стала чудотворна Байбузівська ікона Божої Матері. 1933 року, у часи радянської влади, церква була закрита, а в будівлі облаштували школу (вона згоріла в роки Другої світової війни). Під час Першої світової війни на фронт було мобілізовано 247 чоловік.
У 1917—1921 роках у селі кілька разів змінювалась влада.
8 лютого 1920 року до Байбуз під час Зимового походу прибула Київська збірна дивізія Армії УНР, очолювана Юрієм Тютюнником, до складу якої входив тоді Кінний полк Чорних Запорожців Армії УНР. У Байбузах з Кінного полку Чорних Запорожців та Кінного полку імені Гетьмана Мазепи було створено Кінну бригаду на чолі з Петром Дяченком, яку 9 лютого було виправлено на здобуття Сміли.
1928 року створено 3 ТСОЗи: «Іскра», «Перемога» та «Більшовик», які 1930 року реорганізовані у колгосп «Іскра». З 1924 року працювали лікнеп та будинок-читальня, 1927 року відкрито сільський клуб та медпункт, введено семирічне навчання у школі, почали діяти гуртки та бібліотека. В роки Голодомору у селі загинуло близько 500 осіб. Після арешту та розстрілу 1937 року у Києві начальника КВО, уродженця села, Григорія Рябоконя, Байбузами пройшли масові репресії. Понад 40 селян року були арештовані та розстріляні. В роки Другої світової війни під час окупації загинуло 17 селян (через таку малу кількість ходить легенда про допомогу чудотворної ікони). На фронтах воювало 475 односельців, 298 з яких загинули, а 175 нагороджено орденами та медалями.
Після війни почалось відновлення села, найбільшого розквіту воно зазнало у 1970-х роках. Тоді був збудований міст через Вільшанку, заасфальтовано вулиці, проведено газ, збудовано капітальні колгоспні двори, кінний завод, збудовано Байбузівську загальноосвітню школу. В роки незалежності було відновлено церкву.

## Відомі люди
- Городецький Владислав Владиславович — автор проекту ґуральні та ректифікаторні в селі[3].
- Гриценко Іван Сергійович  — декан юридичного факультету Київського національного університету імені Тараса Шевченка, доктор юридичних наук.
- Катренко Андрій Миколайович — український історик, архівознавець, археограф, фахівець з нової історії України, доктор історичних наук, професор.

## Галерея

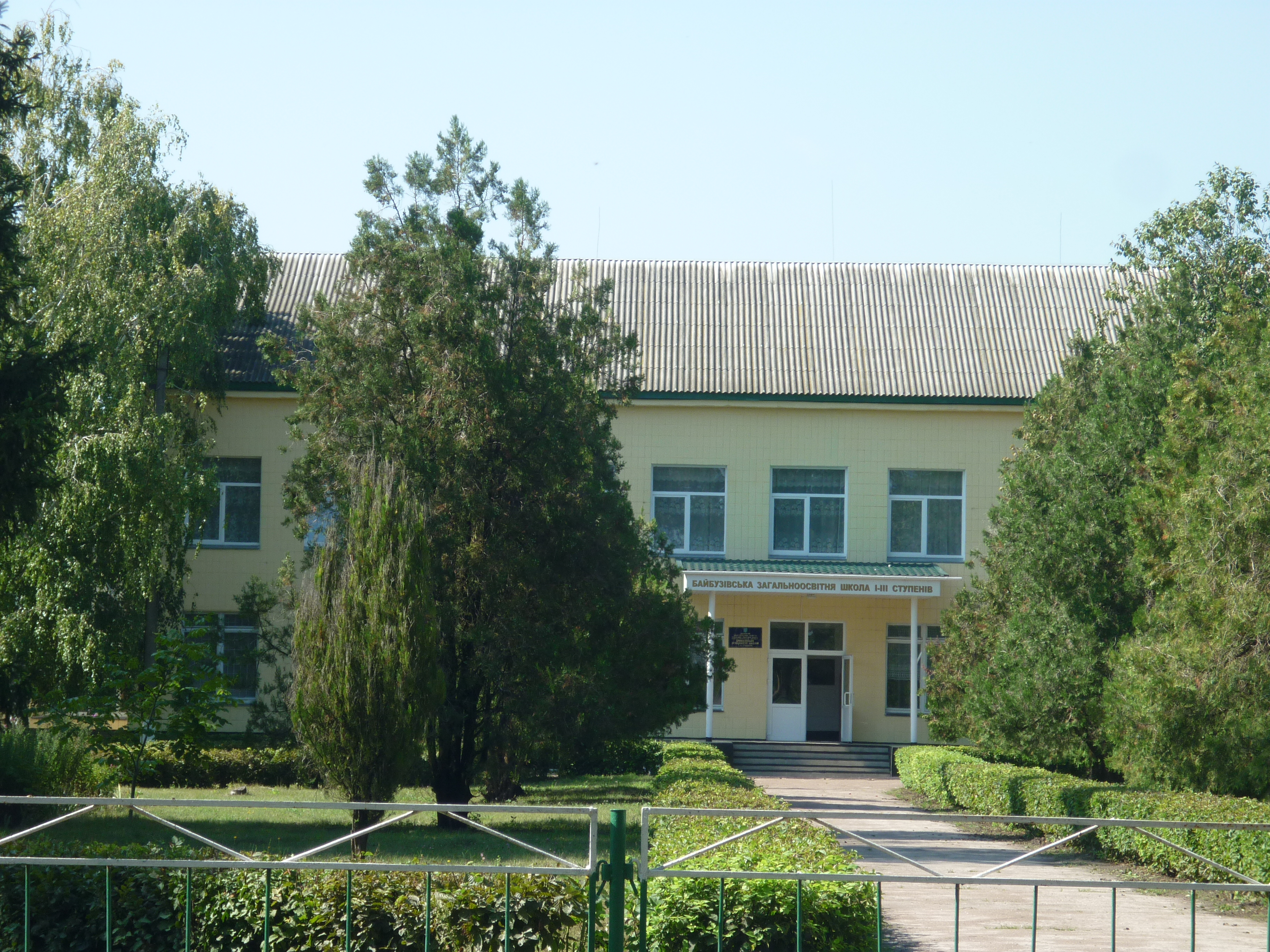
Школа
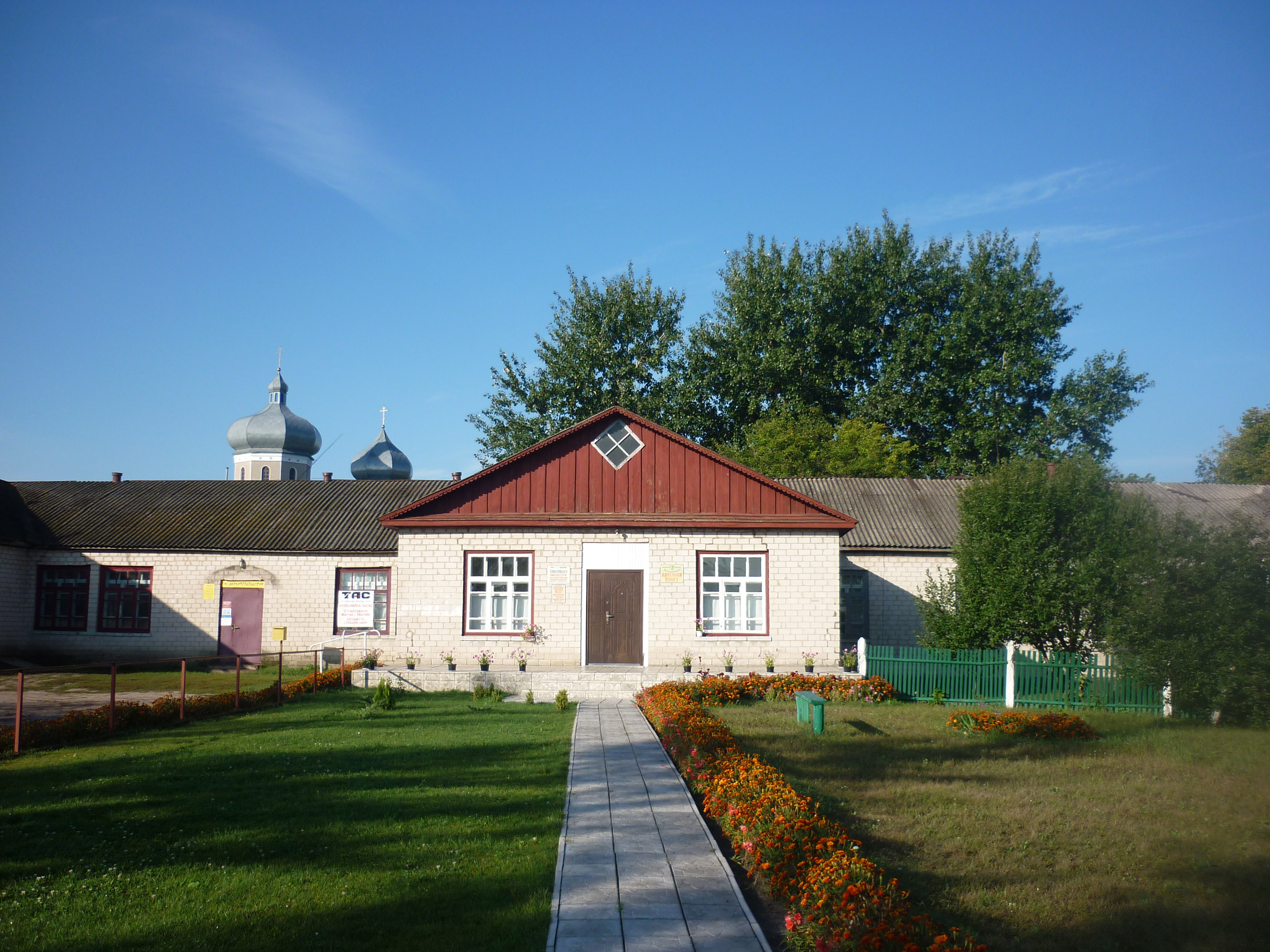
Сільська амбулаторія
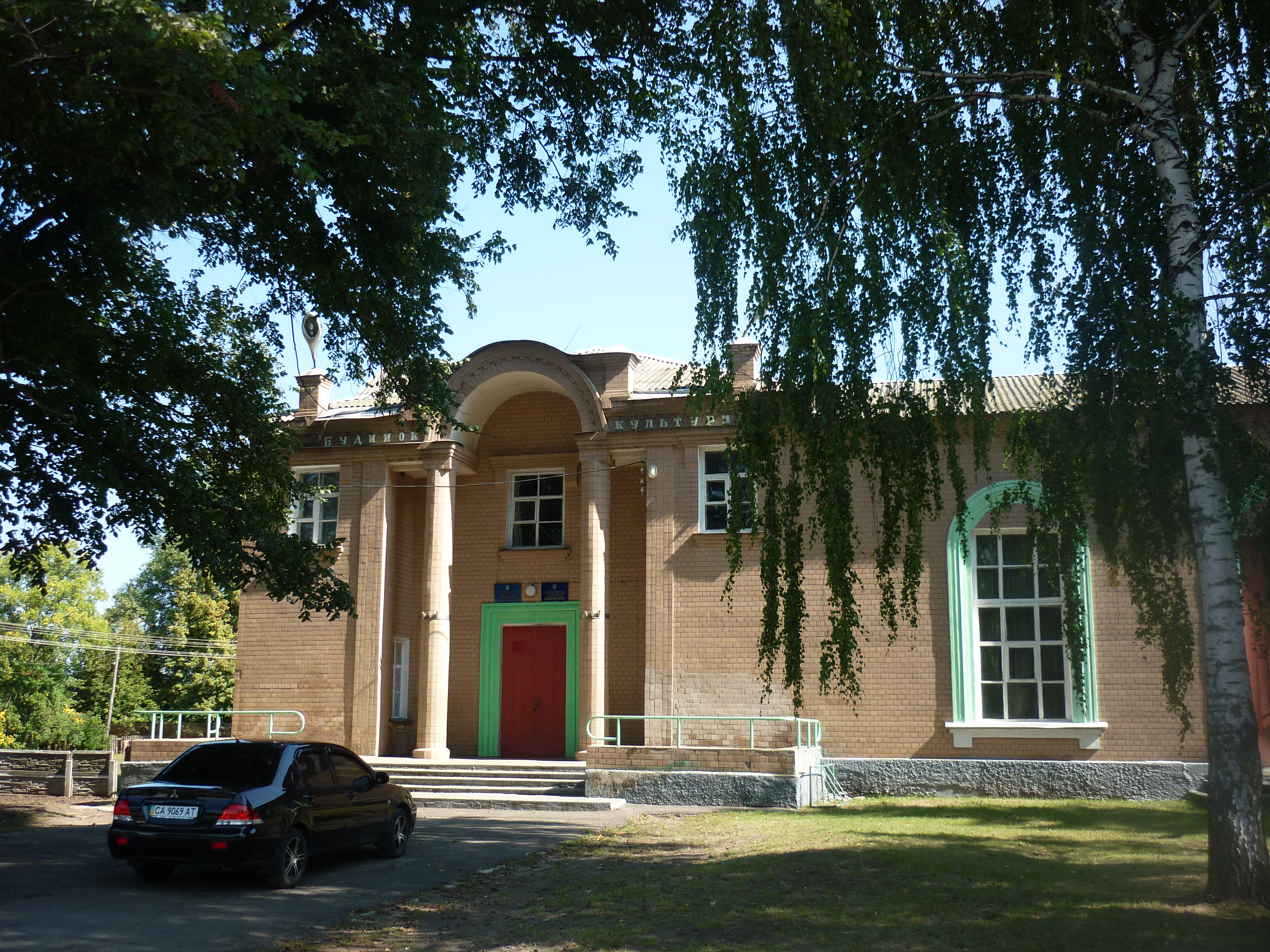
Будинок культури
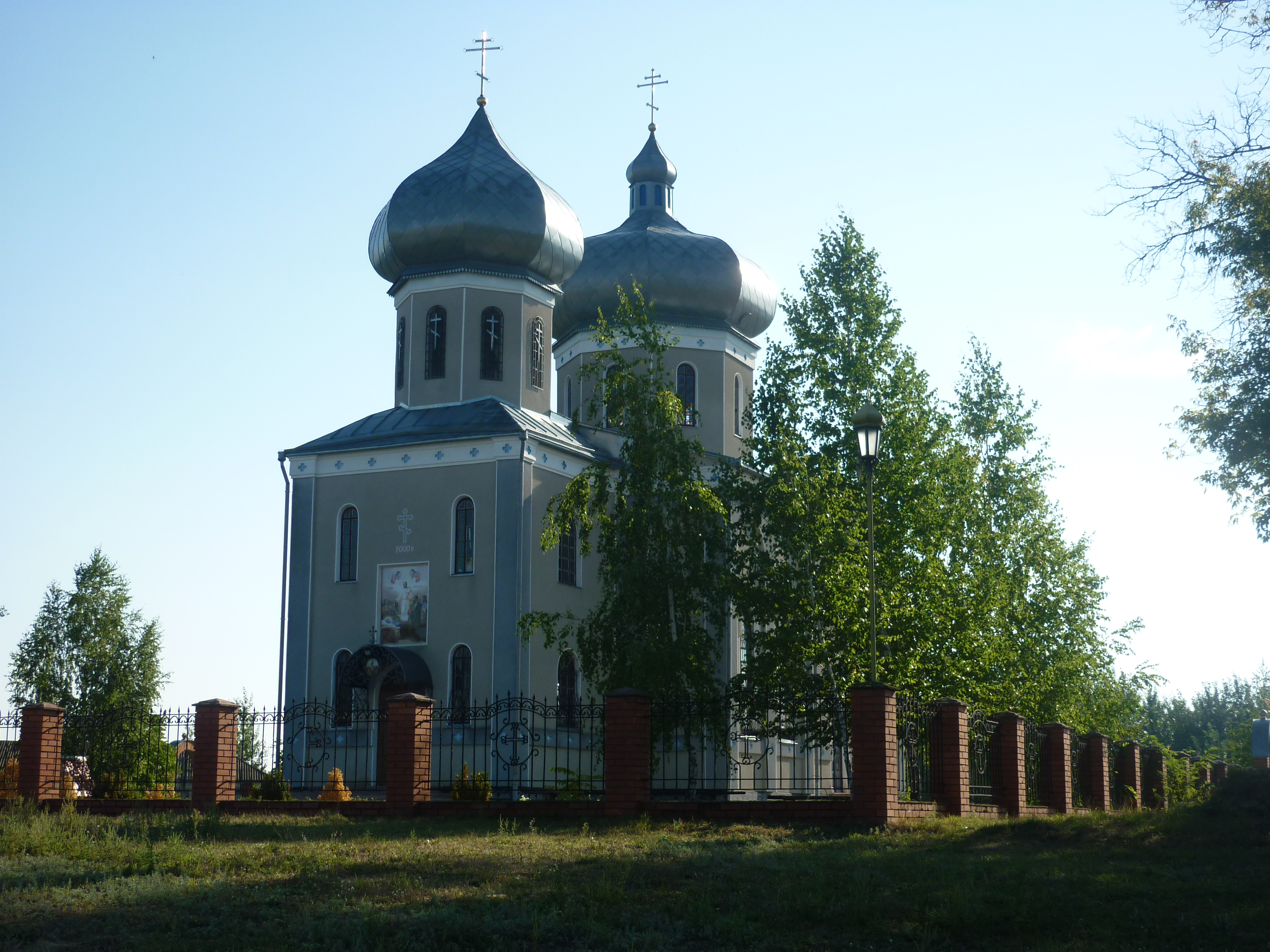
Святоуспенська церква
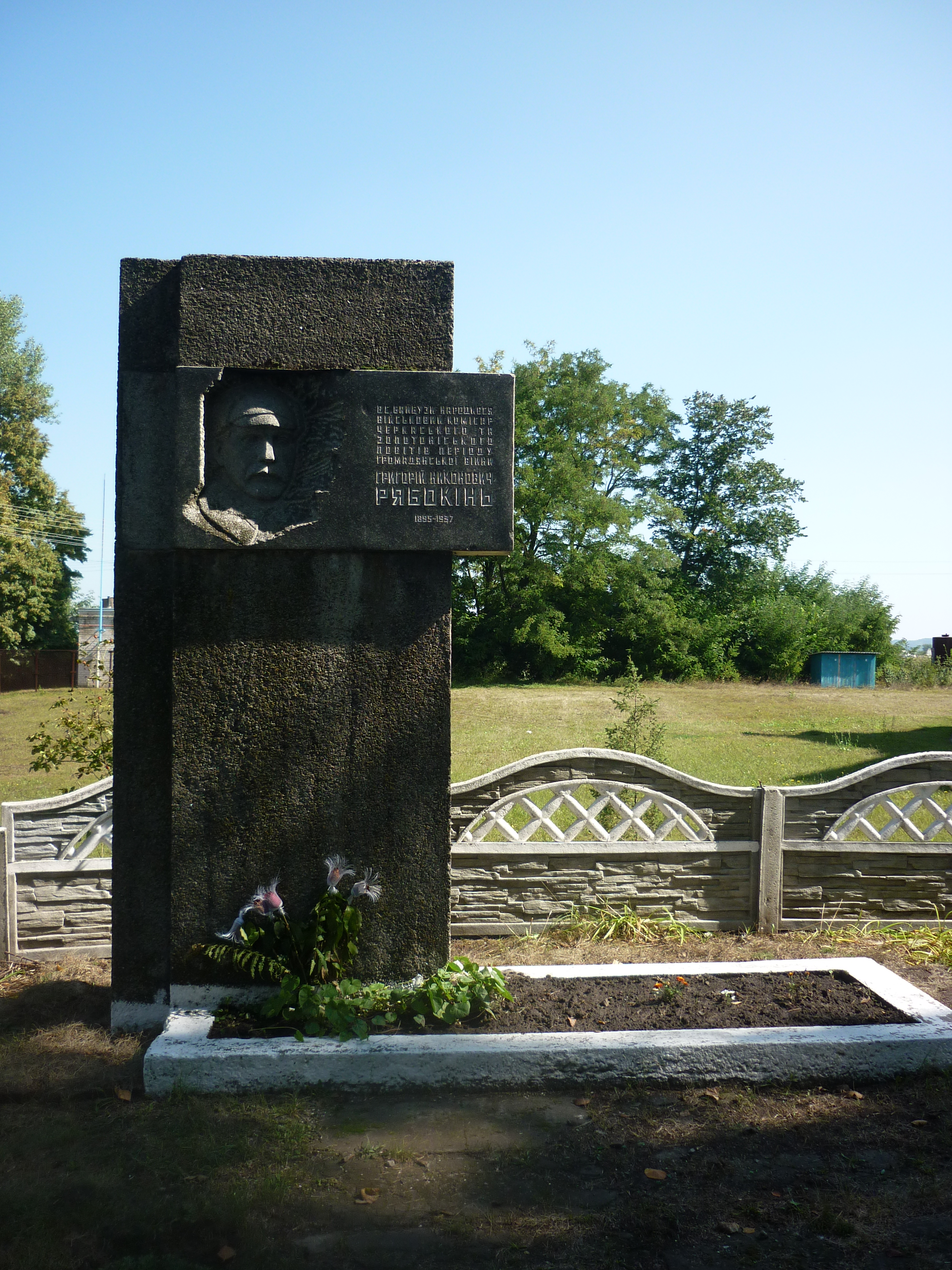
Пам'ятник Рябоконю Г. Н.
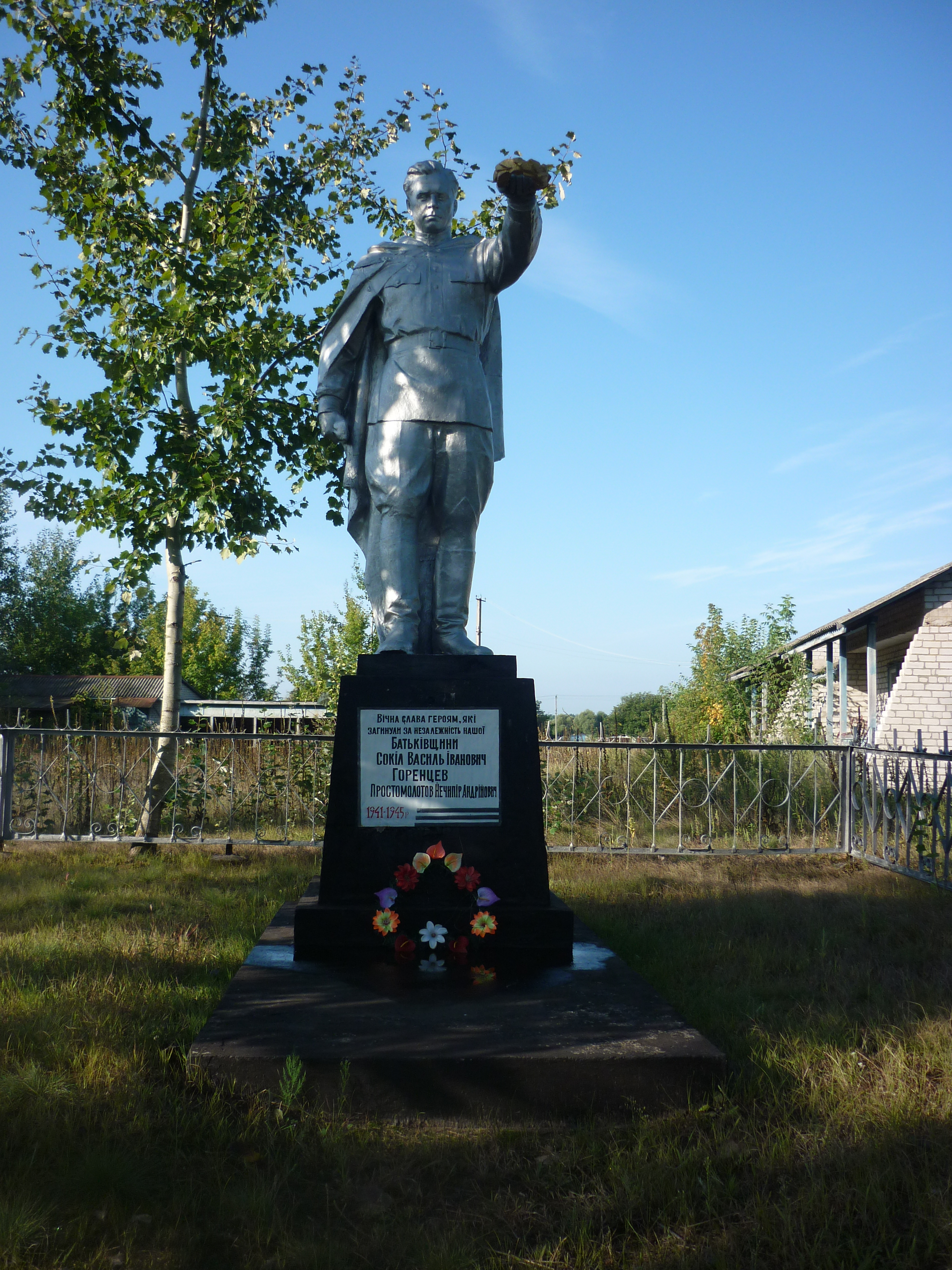
Пам'ятник загиблим односельцям
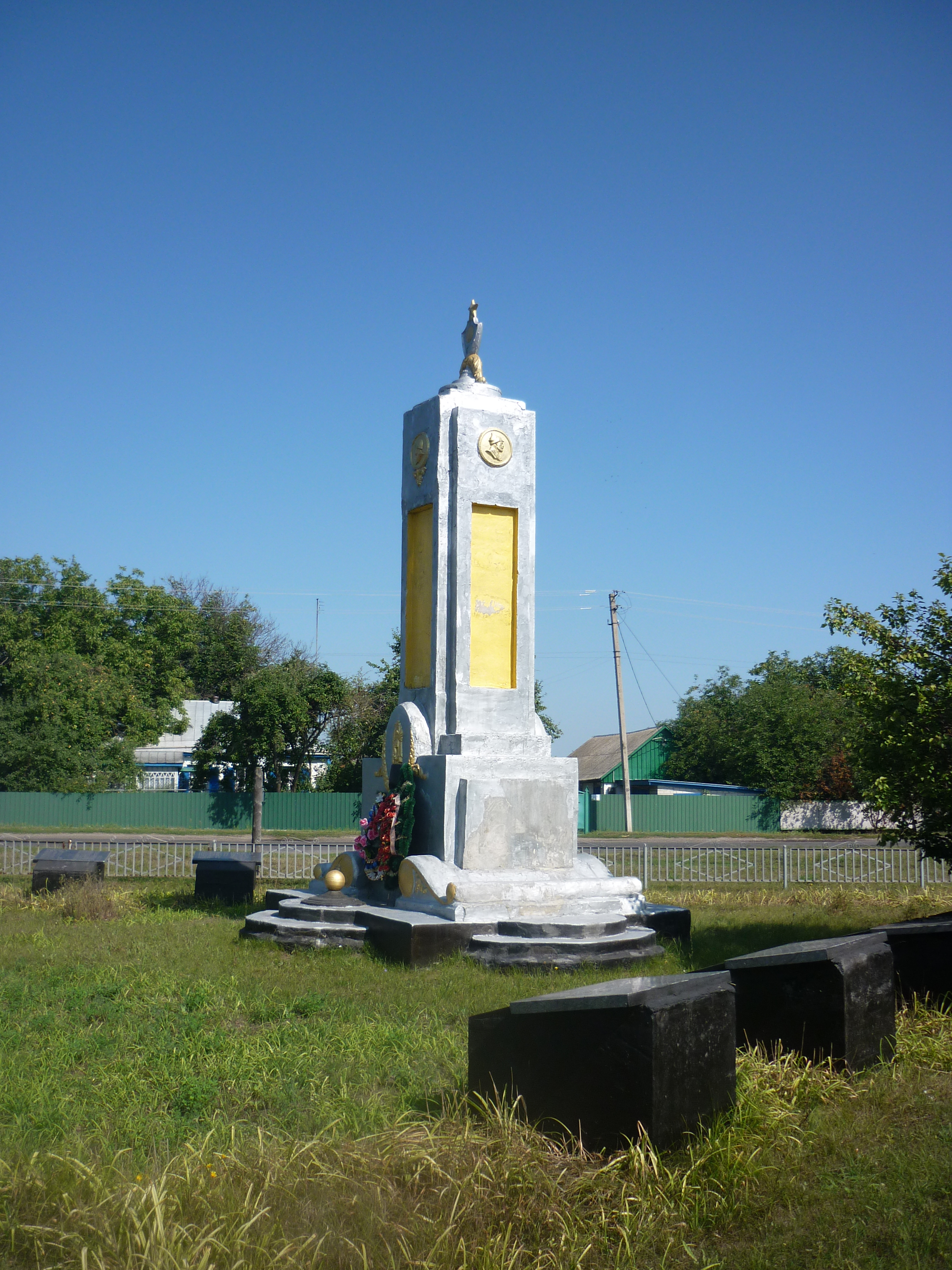
Пам'ятник визволителям